# Halowe Mistrzostwa Świata w Lekkoatletyce 2001 – bieg na 60 m mężczyzn
Bieg na 60 m mężczyzn – jedna z konkurencji rozgrywanych podczas halowych mistrzostw świata w lekkoatletyce w 2001. Eliminacje, półfinały i finał odbyły się 11 marca.
Do eliminacji zgłoszonych zostało 62 zawodników z 50 państw.
Zawody w tej konkurencji wygrał reprezentant Stanów Zjednoczonych Tim Harden. Drugą pozycję zajął rodak triumfatora Tim Montgomery, trzecią zaś reprezentujący Wielką Brytanię Mark Lewis-Francis.

## Wyniki

### Eliminacje
Źródło: 
Bieg 1
| Miejsce | Zawodnik           | Państwo           | Wynik | Uwagi |
| ------- | ------------------ | ----------------- | ----- | ----- |
| 1.      | Jeorjos Teodoridis | Grecja            | 6,65  |       |
| 2.      | Shingo Kawabata    | Japonia           | 6,82  |       |
| 3.      | Kostiantyn Rurak   | Ukraina           | 6,83  |       |
| 4.      | Peter Pulu         | Papua-Nowa Gwinea | 6,89  |       |
| 5.      | Wahagn Jawachjan   | Armenia           | 6,99  |       |
| 6.      | Diego Ferreira     | Paragwaj          | 7,04  |       |
| 7.      | Sunday Emmanuel    | Nigeria           | 7,18  |       |
| 8.      | Timothy Brooks     | Anguilla          | 7,34  |       |

Bieg 2
| Miejsce | Zawodnik                   | Państwo         | Wynik | Uwagi |
| ------- | -------------------------- | --------------- | ----- | ----- |
| 1.      | Angelos Pawlakakis         | Grecja          | 6,59  |       |
| 2.      | Marcin Krzywański          | Polska          | 6,71  |       |
| 3.      | Christian Malcolm          | Wielka Brytania | 6,77  |       |
| 4.      | Rolando Blanco             | Gwatemala       | 6,82  | PB    |
| 5.      | Slaven Krajačić            | Chorwacja       | 6,86  |       |
| 6.      | Erol Mutlusoy              | Turcja          | 6,95  |       |
| 7.      | Youssef El Haress          | Liban           | 7,10  | NR    |
| 8.      | Jean-Marie Vianney Mouanda | Kongo           | 7,43  |       |

Bieg 3
| Miejsce | Zawodnik         | Państwo                  | Wynik | Uwagi |
| ------- | ---------------- | ------------------------ | ----- | ----- |
| 1.      | Tim Montgomery   | Stany Zjednoczone        | 6,60  |       |
| 2.      | Freddy Mayola    | Kuba                     | 6,63  |       |
| 3.      | Peter Frederick  | Trynidad i Tobago        | 6,75  |       |
| 4.      | Ibrahim Meité    | Wybrzeże Kości Słoniowej | 6,77  |       |
| 5.      | Dmitrij Wasiljew | Rosja                    | 6,78  |       |
| 6.      | Sayon Cooper     | Liberia                  | 6,91  |       |
| –       | Moussa Camara    | Gwinea                   | DNS   |       |

Bieg 4
| Miejsce | Zawodnik              | Państwo           | Wynik | Uwagi |
| ------- | --------------------- | ----------------- | ----- | ----- |
| 1.      | Tim Harden            | Stany Zjednoczone | 6,67  |       |
| 2.      | Nikolaos Makrozonaris | Kanada            | 6,70  |       |
| 3.      | Erik Wijmeersch       | Belgia            | 6,70  | PB    |
| 4.      | Matic Šušteršič       | Słowenia          | 6,77  |       |
| 5.      | Chiang Wai Hung       | Hongkong          | 6,81  |       |
| 6.      | Eric Nkansah          | Ghana             | 6,97  |       |
| 7.      | Somephavanh Soukalune | Laos              | 7,29  | NR    |

Bieg 5
| Miejsce | Zawodnik            | Państwo    | Wynik | Uwagi |
| ------- | ------------------- | ---------- | ----- | ----- |
| 1.      | Venancio José       | Hiszpania  | 6,65  |       |
| 2.      | Jérôme Éyana        | Francja    | 6,65  | PB    |
| 3.      | Luca Verdecchia     | Włochy     | 6,71  |       |
| 4.      | Carlos Santos       | Portoryko  | 6,82  |       |
| 5.      | Idrissa Sanou       | Birma      | 6,95  |       |
| 6.      | Gian Nicola Berardi | San Marino | 7,00  |       |
| 7.      | Dylan Menzies       | Norfolk    | 7,38  |       |
| –       | Leonard Myles-Mills | Ghana      | DNS   |       |

Bieg 6
| Miejsce | Zawodnik               | Państwo        | Wynik | Uwagi |
| ------- | ---------------------- | -------------- | ----- | ----- |
| 1.      | Deji Aliu              | Nigeria        | 6,62  |       |
| 2.      | Stéphane Cali          | Francja        | 6,66  |       |
| 3.      | Nobuharu Asahara       | Japonia        | 6,66  |       |
| 4.      | Giennadij Czernowoł    | Kazachstan     | 6,70  |       |
| 5.      | Rachid Chouhal         | Malta          | 6,87  | SB    |
| 6.      | Ahmad Nasr Ahmad       | Egipt          | 6,89  |       |
| 7.      | Reuben Apuri           | Wyspy Salomona | 7,09  |       |
| –       | Denis Daniel Gutiérrez | Nikaragua      | DNS   |       |

Bieg 7
| Miejsce | Zawodnik              | Państwo                           | Wynik | Uwagi |
| ------- | --------------------- | --------------------------------- | ----- | ----- |
| 1.      | Patrick Johnson       | Australia                         | 6,72  |       |
| 2.      | Urban Acman           | Słowenia                          | 6,73  |       |
| 3.      | Nathan Bongelo        | Belgia                            | 6,74  |       |
| 4.      | Siergiej Byczkow      | Rosja                             | 6,74  |       |
| 5.      | Watson Nyambek        | Malezja                           | 6,94  |       |
| 6.      | Patrick Mocci-Raoumbé | Gabon                             | 7,00  |       |
| 7.      | Arben Maka            | Albania                           | 7,00  |       |
| 8.      | Watson dos Anjos      | Wyspy Świętego Tomasza i Książęca | 7,23  |       |

Bieg 8
| Miejsce | Zawodnik              | Państwo         | Wynik | Uwagi |
| ------- | --------------------- | --------------- | ----- | ----- |
| 1.      | Mark Lewis-Francis    | Wielka Brytania | 6,61  | PB    |
| 2.      | Matt Shirvington      | Australia       | 6,62  |       |
| 3.      | Tim Göbel             | Niemcy          | 6,69  |       |
| 4.      | Joseph Colville       | Kostaryka       | 7,05  |       |
| 5.      | Ram Krishna Chaudhari | Nepal           | 7,09  |       |
| 6.      | Francesco Scuderi     | Włochy          | 7,13  |       |
| 7.      | Fagamanu Sofai        | Samoa           | 7,67  |       |
| –       | Sherwin James         | Dominika        | DNS   |       |

### Półfinały
Źródło: 
Bieg 1
| Miejsce | Zawodnik           | Państwo                       | Wynik | Uwagi |
| ------- | ------------------ | ----------------------------- | ----- | ----- |
| 1.      | Deji Aliu          | Nigeria                       | 6,55  | SB    |
| 2.      | Mark Lewis-Francis | Wielka Brytania               | 6,56  | PB    |
| 3.      | Matt Shirvington   | Australia                     | 6,59  |       |
| 4.      | Freddy Mayola      | Kuba                          | 6,60  | SB    |
| 5.      | Urban Acman        | Słowenia                      | 6,70  |       |
| 6.      | Luca Verdecchia    | Włochy                        | 6,74  |       |
| 7.      | Nathan Bongelo     | Demokratyczna Republika Konga | 6,84  |       |
| 8.      | Shingo Kawabata    | Japonia                       | 6,85  |       |

Bieg 2
| Miejsce | Zawodnik            | Państwo           | Wynik | Uwagi |
| ------- | ------------------- | ----------------- | ----- | ----- |
| 1.      | Tim Montgomery      | Stany Zjednoczone | 6,57  |       |
| 2.      | Jeorjos Teodoridis  | Grecja            | 6,60  |       |
| 3.      | Jérôme Éyana        | Francja           | 6,64  | PB    |
| 4.      | Giennadij Czernowoł | Kazachstan        | 6,69  |       |
| 5.      | Patrick Johnson     | Australia         | 6,69  |       |
| 6.      | Nobuharu Asahara    | Japonia           | 6,72  |       |
| 7.      | Marcin Krzywański   | Polska            | 6,73  |       |
| 8.      | Siergiej Byczkow    | Rosja             | 6,89  |       |

Bieg 3
| Miejsce | Zawodnik              | Państwo           | Wynik | Uwagi |
| ------- | --------------------- | ----------------- | ----- | ----- |
| 1.      | Tim Harden            | Stany Zjednoczone | 6,52  | SB    |
| 2.      | Tim Göbel             | Niemcy            | 6,59  |       |
| 3.      | Venancio José         | Hiszpania         | 6,61  |       |
| 4.      | Angelos Pawlakakis    | Grecja            | 6,63  |       |
| 5.      | Nikolaos Makrozonaris | Kanada            | 6,67  |       |
| 6.      | Stéphane Cali         | Francja           | 6,68  |       |
| 7.      | Peter Frederick       | Trynidad i Tobago | 6,72  |       |
| 8.      | Erik Wijmeersch       | Belgia            | 6,78  |       |

### Finał
Źródło: 
| Miejsce | Zawodnik           | Państwo           | Wynik | Uwagi |
| ------- | ------------------ | ----------------- | ----- | ----- |
| 01 !    | Tim Harden         | Stany Zjednoczone | 6,44  | SB    |
| 02 !    | Tim Montgomery     | Stany Zjednoczone | 6,46  | PB    |
| 03 !    | Mark Lewis-Francis | Wielka Brytania   | 6,51  | WJR   |
| 4.      | Freddy Mayola      | Kuba              | 6,55  | SB    |
| 5.      | Matt Shirvington   | Australia         | 6,55  | SB    |
| 6.      | Tim Göbel          | Niemcy            | 6,59  |       |
| 7.      | Jeorjos Teodoridis | Grecja            | 6,60  |       |
| –       | Deji Aliu          | Nigeria           | DSQ   |       |